# بنيامين بوريتش
بنيامين بوريتش مواليد 20 نوفمبر 1990 في البوسنة والهرسك، هو لاعب كرة يد بوسني يلعب كحارس مرمى. يلعب حاليا مع نادي فتسلار لكرة اليد ويحمل الرقم 12. مثل منتخب البوسنة والهرسك لكرة اليد.

## سجل المنافسة
شارك في البطولات التالية:
- بطولة العالم لكرة اليد للرجال 2015

## روابط خارجية
- بنيامين بوريتش على موقع الاتحاد الأوروبي لكرة اليد (الإنجليزية)